# Grigore al IV-lea Ghica
Grigore al IV-lea Ghica sau Grigore Dimitrie Ghica (n. 30 iunie 1755, Țara Românească – d. 29 aprilie 1834, Țara Românească) a fost domnitor al Țării Românești (30 iunie 1822 - 10 mai 1828).

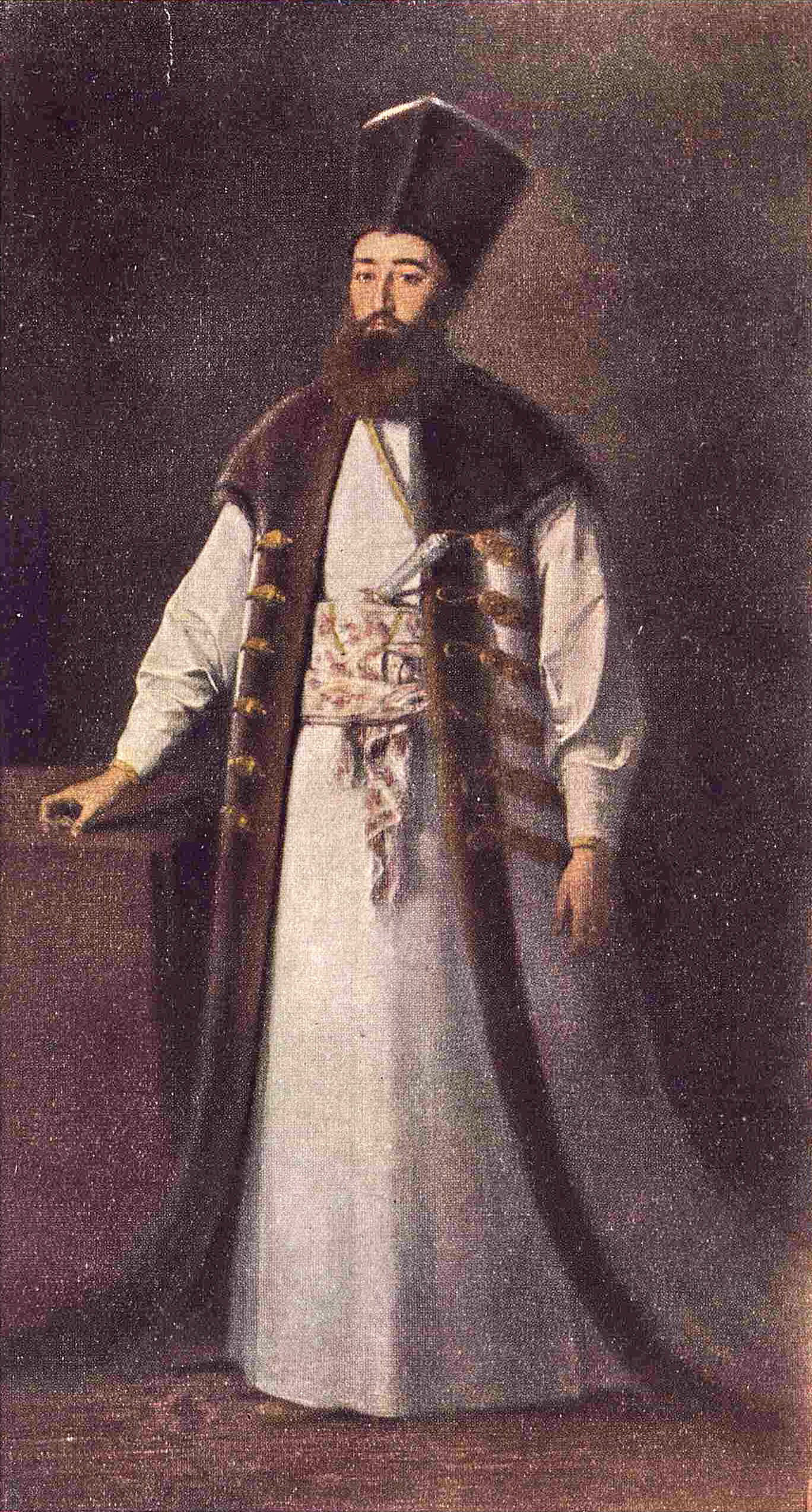
Portret realizat de Nicolae Grigorescu

## Biografie
Era nepot de frate al lui Grigore III Ghica. A fost fiul marelui ban Dimitrie Ghica, din a doua sa căsătorie cu Maria Văcărescu, săvârșită în anul 1748. A învățat la Școala domnească, fiind cunoscător al limbilor greacă și franceză. În anul 1793 a ajuns mare comis, în 1796 mare clucer, mare vornic al poliției Bucureștiului între 1799-1800, mare logofăt al obștirilor în 1800, mare logofăt al Țării de Sus în 1813, mare ban în 1817. Fiind membru al Eforiei școalelor, din 1817, împreună cu Iordache Golescu, Constantin Bălăceanu, a contribuit la deschiderea Școlii de la Sf. Sava și la aducerea lui Gheorghe Lazăr în Țara Românească.
În primăvara lui 1822, Grigore Dimitrie Ghica împreună cu Ioniță Sturdza (viitorul Domn al Moldovei), vornicul Iordache Râșcanu, vornicul Gheorghe Cuza și alți 9 boieri moldoveni și munteni, face parte din solia trimisă la Constantinopole de către boierii reformatori pentru a cere Porții otomane domni pământeni, apărarea ordinii și a granițelor Principatelor Dunărene și pentru limitarea drepturilor care îi favorizau pe boierii străini. Toate acestea au fost acceptate prin firmanul dat de Sultan în data de 1 iulie 1822, care justifica hotărârea Porții de a pune domni pămâteni „fiind arătată în iveală înșelătoarea și reaua credință a celor din tacâmul fanarioților de mai înainte domni”. Principatele Dunărene au obținut astfel, după o lungă perioadă fanariotă, din nou domni pămâteni, Ioniță Sturdza a fost numit domn în Moldova în locul lui Vogoride iar Grigore Dimitrie Ghica în Muntenia în locul lui Alexandru Suțu.
Ca domnitor a avut de luptat cu ambiția boierilor care voiau să conducă singuri țara. O mare parte dintre ei, refugiați la Brașov după suprimarea revoluției lui Tudor Vladimirescu, nu s-au întors în țară decât după Convenția de la Akkerman (Cetatea Albă - 1826), și în tot acest timp au uneltit împotriva noilor domnitori. Boierii unelteau să înlăture sistemul de guvernare încă de la sosirea domnitorului în țară. Armata otomană evacuase capitala la 15 septembrie 1822, domnitorul urcându-se în scaun abia după plecarea turcilor, la 24 septembrie 1822. Țara Românească era înglodată în datorii, cu deficit în vistierie, de aceea  Grigore Ghica a preconizat impunerea boierilor la darea vinăritului, de care fuseseră exceptați pe timpul domniilor fanariote. Această dare se dovedea foarte importantă pentru acoperirea celor cinci milioane - deficit din vistierie. Boierii opoziționiști se împotriveau lui Grigore al IV-lea Ghica de teama reformelor preconizate de acesta spre a fi aplicate. A.D. Xenopol scria: „Așa Ghica, într-un rând, pentru a putea menține uriașele biruri pe capul țăranilor, s-a gândit să-i desrobească de clacă, despăgubindu-i pe socoteala boierilor, pentru sarcinile către ocârmuire.” În scopul unor îmbunătățiri în administrația țării și al micșorării abuzurilor, la 15 august 1823, printr-un nizam (= ordin sau dispoziție dată de o autorietate) s-au stabilit atribuțiile ispravnicilor, sameșilor și zapciilor. Pe de altă parte, se stabilise îndeplinirea zilelor de arătură datorate stăpânilor de domenii, pentru fiecare plug și nu pentru fiecare clăcaș. Domnitorul, învestit de Poartă cu puteri absolute în privința găsirii mijloacelor necesare pentru plata datoriilor statului, provocate de revoluție și de ocupația armată, întreprindea ceea ce considera necesar. Însă, prin politica sa internă, nu a reușit să mulțumească nici boierii, nici poporul. 
Odată cu izbucnirea războiului ruso-turc (1828 -1829), precedat de ocuparea Principatelor Române de către trupele imperiului țarist, Ghica s-a retras la Brașov (după alte surse, la Câmpina unde a rămas peste o lună). În timpul domniei a luat și măsuri bune. A sechestrat o parte din averile călugărilor greci, ele rămânând sub controlul domnitorului și după ce aceștia le-au recâștigat. A redeschis școala de la Sfântul Sava. Tot sub el s-a înființat  „Societatea literară”, în 1827, la inițiativa lui Dinicu Golescu, din care au făcut parte înșiși frații domnitorului, Mihai, Constantin și Alexandru, iar mai târziu,  în 1833, după ce Grigore al IV-lea Ghica nu mai era domnitor,  „Societatea Filarmonică”. Prin înființarea de școli în timpul în care a fost domnitor, limba greacă a cedat locul limbii române.
Între măsurile de modernizare întreprinse  de Grigore al IV-lea Ghica au fost și cele referitoare la asanarea și înfrumusețarea Capitalei, dând dispoziții pentru pavarea străzilor. Domnitorul a reluat pământurile din stăpânirea turcilor stabiliți la nordul Dunării în Țara Românească. Unul dintre principalii săi consilieri  a fost Constantin Câmpineanu, „om învățat și deștept" . Pentru probleme interne, sfătuitor l-a avut pe logofătul Ștefan Nestor, „om petrecut în afacerile juridice", precum și pe marele clucer Nicolae Trăsnea și baș ciohodarul Măciucă, „român cu mult simț cu care se povățuia în multe împrejurări..."
Domnitorul  a procedat la reînființarea armatei românești. Nicolae Bălcescu elogia meritele primului domn pământean: „Grigore Ghica puse temeliile armatei românești, organizând trupul de panduri. Acești panduri, dimpreună cu volontirii , se deosebiră foarte mult  în războiul din urmă al rușilor și mai cu seamă la Băilești, Cireșu, Schela Cladovii și Calafat.”Războiul la care se referea N. Bălcescu era războiul ruso-turc din 1828-1829. 
La 7 mai 1828, trupele rusești trec Prutul în războiul ruso-turc și preiau administrația Principatelor Române. Generalul rus conte Feodor Petrovici Pahlen a fost  numit guvernator general al Principatelor, având și titlul de președinte plenipotențiar al Divanurilor Moldovei și Țării Românești (1828-1829). După 12 noiembrie 1829 până în aprilie 1834, administrația Principatelor a fost condusă de generalul Pavel Kiselev. „După ce l-a anunțat în prealabil pe beșli-aga [= responsabil turc de un oraș] din București să se retragă la Giurgiu, domnitorul  s-a retras și el de îndată la Câmpina, la 10 mai 1828, cu întreaga familie, lăsând mitropolitului Grigore conducerea țării. La 15 mai Grigore al IV-lea Ghica se afla la Câmpina, așteptând sosirea la București a contelui Pahlen spre a-i înainta o cerere de pașaport către Franța, deoarece guvernul austriac nu-i permitea rezidența pe teritoriile sale. A fost întors din drum și a revenit la București, unde a stat deoparte, fără vreun amestec în viața publică.” (Anastasie Iordache, op. cit. p. 132). Practic, Curtea din Petersburg l-a determinat să părăsească tronul. Mitropolitul Grigore este depus și trimis călugăr la mănăstirea Căldărușani. Astfel că mănăstirile închinate, încredințate administrației românești pe timpul domniei lui Grigore Ghica sunt din nou amenințate de călugării greci, care doreau să se reinstaleze în funcțiile de odinioară. 
Grigore al IV-lea Ghica s-a retras la conacul său, unde a trăit liniștit, până la 16 octombrie 1834, când a încetat din viață. Funeraliile au avut loc la 18 octombrie 1834. Un cortegiu impunător l-a însoțit pe primul domn pământean pe ultimul său drum. O mulțime imensă mărturisea profundul regret pentru fostul domnitor. Oamenii sărmani spuneau că în domnia sa mâncaseră pâine de 4 parale, pe când în 1834 plăteau 28 de parale și încă nu aveau pâine tot timpul: „Binecuvântat să fie răposatul!” S-a făcut elogiul spiritului de dreptate și fermitate de care a dat dovadă, se reamintea protecția pe care a acordat-o poporului și binele pe care a știut să-l facă țării, în timpuri deosebit de grele. 